# Bobeica (Rumunia)
Bobeica – wieś w Rumunii, w okręgu Suczawa, w gminie Izvoarele Sucevei. W 2011 roku liczyła 421 mieszkańców. 